# Venustiano Carranza (Demarcación territorial)
Koordinaten: 19° 25′ 9″ N, 99° 6′ 36″ W
Die Demarcación territorial Venustiano Carranza, benannt nach dem ersten postrevolutionären Präsidenten Mexikos, ist einer von 16 Bezirken (demarcaciones territoriales) von Mexiko-Stadt. Sie befindet sich im Osten der mexikanischen Hauptstadt und grenzt an drei Demarcaciones territoriales derselben: im Westen an Cuauhtémoc mit dem historischen Stadtzentrum, im Norden an Gustavo A. Madero und im Süden an Iztacalco. Im Osten befindet sich der Bundesstaat México.

## Attraktionen
Im Bezirk Venustiano Carranza befinden sich der Internationale Flughafen Benito Juárez, der Palacio de Lecumberri mit dem Nationalarchiv, der Palacio Legislativo de San Lázaro, Sitz des mexikanischen Abgeordnetenhauses, und das Museo Legislativo „Sentimientos de la nación“. Außerdem beherbergt der Bezirk drei der bedeutendsten Märkte von Mexiko-Stadt: La Merced, Sonora und Jamaica.